# Temen (fill de Pelasg)
Segons la mitologia grega, Temen (en grec antic Τήμενος), fou un heroi, fill de Pelasg.
Va ser educat per la deessa Hera, i en honor seu, Temen li va dedicar tres santuaris a la ciutat d'Estimfal, a l'Arcàdia, fundada per ell. El primer temple era dedicat a Hera infant. El segon, dedicat al casament d'Hera amb Zeus, invocava a Hera núbil. I el tercer, a Hera vídua, per commemorar que Zeus i Hera s'havien separat momentàniament després d'una discussió.